# PC Fútbol 7.0
PC Fútbol 7 es un simulador de gestión deportiva de fútbol desarrollado por Dinamic dentro de la saga PC Fútbol. El juego tiene entorno en 3D, y es una evolución de su predecesor PC Fútbol 6.0.

## Modos de juego
Los principales modos de juego que popularizaron a este mánager son los siguientes:
- Liga Mánager: El jugador puede escoger cualquier equipo de Primera, Segunda División y Segunda B -no así de otro país- para dirigirlo cuantas temporadas quiera. En este modo de juego, el mánager nunca es despedido por sus resultados deportivos, aunque si podría serlo por una mala gestión económica (más de tres semanas consecutivas en números rojos) o mala gestión de la plantilla (contar con menos de 16 jugadores).
- Liga Promanager: El jugador empieza de cero como mánager recibiendo ofertas de equipos menores (de Segunda B de España) y deberá progresar cumpliendo o superando los objetivos marcados para ir recibiendo durante las siguientes temporadas ofertas mejores de otros clubes españoles con más categoría. En este modo, el mánager corre el riesgo de ser despedido si realiza una mala temporada, además de las otras causas.
- Euro PC Fútbol: El modo es idéntico al de Liga Mánager, pero se puede elegir cualquier equipo de España, Francia, Inglaterra, Alemania o Italia.
- Desafío Mundial: Reemplazando lo que en su predecesor fue "Partido amistoso", permite disputar un torneo personalizable con cualquier club del juego. No hay despidos ni contrataciones en este modo.
- Desafío América-Europa: Un amistoso entre un combinado, seleccionable por el jugador, de jugadores europeos o suramericanos.
- Base de datos: La base de datos del propio juego.
- Pro Quinielas 2.0: Permitía hacer quinielas de la jornada en colaboración con Loterías y Apuestas del Estado
- Los goles de la Liga.
- Seguimiento: El jugador podía actualizar a medida la liga de esa temporada introduciendo los resultados.

## Cómo jugar
El jugador tiene la posibilidad de hacer fichajes, contratar juveniles para crear una cantera en el club, ver las tácticas del rival, o incluso de modificar el estadio y finanzas del club. A la hora de jugar los partidos de liga, hay varias opciones:
- Resultado: Sale el resultado del partido, sin más.
- Resumen: El jugador ve las principales incidencias del partido reflejadas por escrito, así como las estadísticas del partido. Similar al modo "resultado"
- Interactivo: Puede jugarse el partido de fútbol con tus jugadores, como en un simulador deportivo. El partido podía durar de 2 a 20 minutos dependiendo de las preferencias del jugador.
- Simulación: El jugador ve el partido en el campo. Es similar al interactivo, pero no permite el control de tu equipo, sino que simplemente se observa el encuentro. La duración es la misma que en el modo interactivo.

## Extensión
Dinamic introdujo una extensión, llamada PC Fútbol 7.5, la cual actualizaba el mercado de fichajes y agregaba a la Tercera División de Italia.